# Campeonato Russo de Voleibol Masculino
O Campeonato Russo de Voleibol Masculino é a principal competição de clubes de voleibol masculino da Rússia. É também conhecida como Superliga Russa de Voleibol Masculino. Trata-se de uma das principais ligas nacionais da Europa e do mundo.
O torneio é organizado pela Federação Russa de Voleibol (em russo:  Всероссийская федерация волейбола, VFV) e classifica seu campeão à Liga dos Campeões da Europa.

## História
A primeira edição do Campeonato Russo de Voleibol Masculino ocorreu em 1992 após a dissolução da União Soviética. Na ocasião, o torneio foi realizado em tempo recorde, de 20 a 27 de março de 1992, na Alexander Gomelsky Universal Sports Hall CSKA. Sete equipes competiram por prêmios e ingressos para competições europeias e teve o Avtomobilist São Petersburgo como campeão inaugural, que venceu todas as seis partidas. Como resultado do campeonato, nenhuma equipe foi rebaixada. Na temporada 1992–93, a liga principal se expandiu para 12 clubes.
Da temporada 2011–12 a temporada 2013–14, passou a contar também com a presença da equipe ucraniana do Lokomotiv Kharkov, e duas equipes bielorrussas: Stroitel Minsk e Soligorsk Shakhtar. Na temporada 2013–14, o Lokomotiv Kharkov desistiu do torneio durante a fase preliminar devido à situação política na Ucrânia.
Em 2020, o campeonato terminou antes do previsto devido à disseminação do coronavírus COVID-19: várias partidas dos playoffs e da Final Six não ocorreram. Por decisão da Federação Russa de Voleibol, o campeão do torneio foi determinado com base nos resultados da fase regular, no qual o Lokomotiv Novosibirsk venceu pela primeira vez na história.

## Edição atual
Equipes que disputaram a temporada 2022–23:
| Equipe                        | Cidade          | Última participação | Temporada anterior |
| ----------------------------- | --------------- | ------------------- | ------------------ |
| Zenit Kazan                   | Cazã            | 2021–22             | 3º                 |
| Dínamo Moscou                 | Moscou          | 2021–22             | Campeão            |
| Belogore Belgorod             | Belgorod        | 2021–22             | 6º                 |
| Dínamo-LO                     | Sosnovy Bor     | 2021–22             | 5º                 |
| Lokomotiv Novosibirsk         | Novosibirsk     | 2021–22             | Vice-campeão       |
| Fakel Novy Urengoy            | Novi Urengoi    | 2021–22             | 10º                |
| Gazprom Surgut                | Surgut          | 2021–22             | 11º                |
| Kuzbass Kemerovo              | Kemerovo        | 2021–22             | 7º                 |
| Ural Ufa                      | Ufa             | 2021–22             | 12º                |
| Zenit São Petersburgo         | São Petersburgo | 2021–22             | 4º                 |
| ASK Nizhny Novgorod           | Níjni Novgorod  | 2021–22             | 9º                 |
| Neftyanik Orenburg            | Oremburgo       | 2021–22             | 14º                |
| Yenisey Krasnoyarsk           | Krasnoiarsk     | 2021–22             | 13º                |
| Yugra-Samotlor Nizhnevartovsk | Nizhnevartovsk  | 2021–22             | 8º                 |
| Stroitel Minsk                | Minsk           | 2013–14             | -                  |
| Nova Novokuybyshevsk          | Novokuybyshevsk | -                   | -                  |

## Títulos por clubes
| Equipe                       | Títulos | Temporadas                                                                                                 |
| ---------------------------- | ------- | --- |
| Zenit Kazan                  | 12      | 2006–07, 2008–09, 2009–10, 2010–11, 2011–12, 2013–14, 2014–15, 2015–16, 2016–17, 2017–18, 2022–23, 2023–24 |
| Belogore Belgorod            | 8       | 1996–97, 1997–98, 1999–00, 2001–02, 2002–03, 2003–04, 2004–05, 2012–13                                     |
| Dínamo Moscou                | 4       | 2005–06, 2007–08, 2020–21, 2021–22                                                                         |
| CSKA Moscou                  | 3       | 1993–94, 1994–95, 1995–96                                                                                  |
| Avtomobilist São Petersburgo | 2       | 1992, 1992–93                                                                                              |
| Lokomotiv-Izumrud            | 1       | 1998–99 |
| MGTU Moscou                  | 1       | 2000–01 |
| Kuzbass Kemerovo             | 1       | 2018–19 |
| Lokomotiv Novosibirsk        | 1       | 2019–20 |